# 貝永
貝永（/beɪˈ(j)oʊn/ bay-(Y)OHN）是美國新澤西州哈德遜郡的一個城市，西部是紐華克灣、南部是范库尔水道、東部是紐約灣。2010年美國人口普查時有63,024人。
1861年4月1日貝永建立，當時是新澤西州的一個鎮區，1869年3月10日依照新澤西州議會的一項法案成為城市。 澤西市在貝永北部與其接壤，由貝永大橋與斯坦頓島相連。 傳統的製造業和海事活動還是該城市的主要經濟支柱，它也是紐約和新澤西港的一部分。

## 歷史
最早此地由美國原住民居住，荷蘭人探險時將其命名為貝永，這個名字很可能是來自同名法國城市巴约讷。這座法國城市曾是胡格諾派建立新阿姆斯特丹前居住之地。但此說並沒有其他證據證實，因此可能是偽論。
1915年至1916年間貝永發生波蘭裔美國煉油廠工人反抗新澤西標準石油（Standard Oil of New Jersey，今埃克森美孚）和潮水石油（Tidewater Petroleum）公司的大罷工，引發騷亂。 警察向抗議工人開槍，導致四名工人死亡。

## 外部連結
- 官方网站
- Bayonne, New Jersey （页面存档备份，存于）, at City-Data
- Bayonne Community Profile and Resource Links （页面存档备份，存于）, NJ HomeTownLocator
- U.S. Census Bureau - State & County QuickFacts for Bayonne
- U.S. Census Bureau - Community Facts for Bayonne（页面存档备份，存于） (enter city and state name)